# Šimanovci

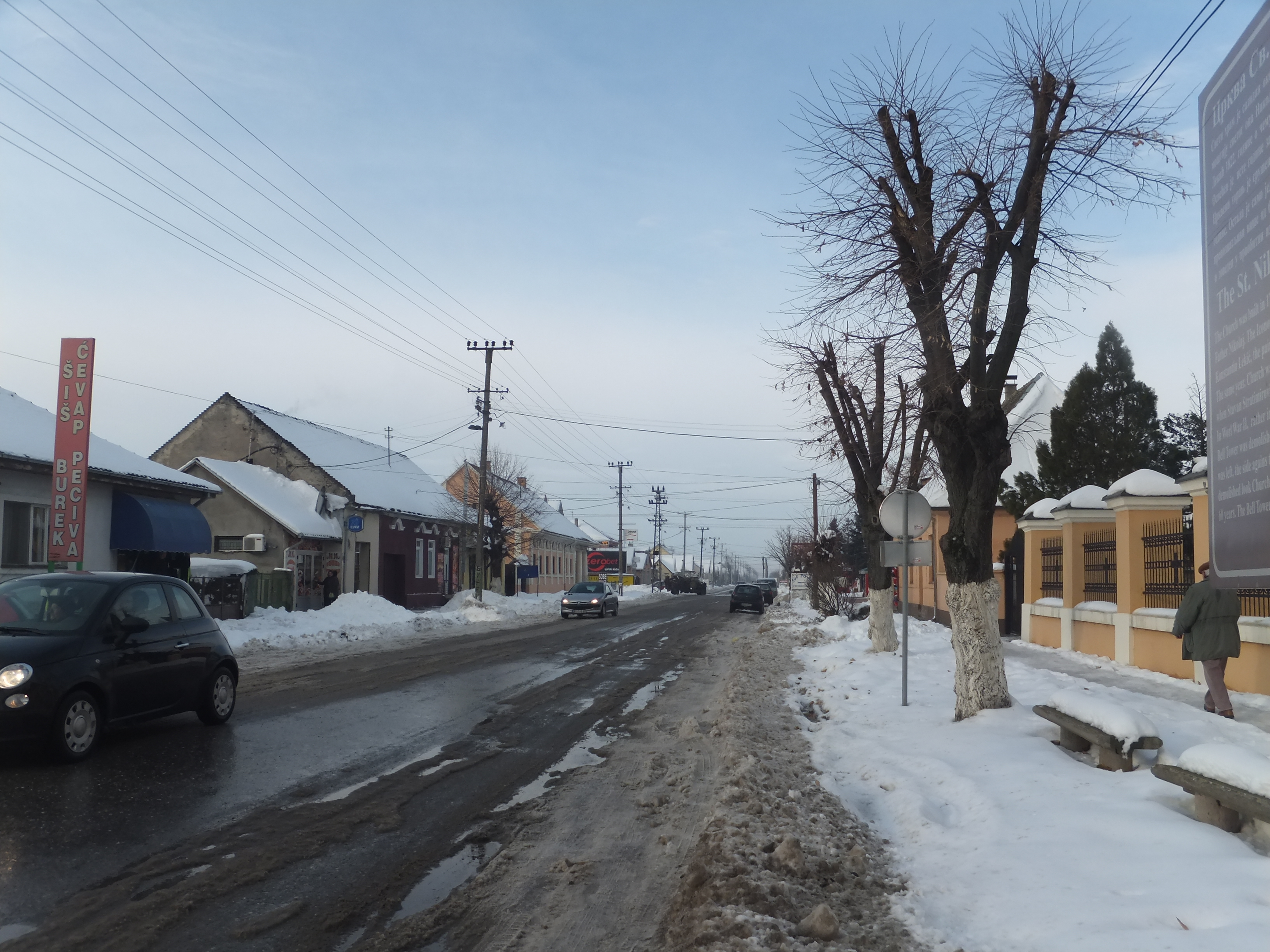
Střed obce

Šimanovci (v srbské cyrilici Шимановци) jsou vesnice v srbské Vojvodině. Nacházejí se v opštině Pećinci v Sremském okruhu, 28 km západně od Bělehradu.
V Šimanovcích žilo v roce 2011 podle sčítání lidu 3 036 obyvatel, kteří jsou většinou srbské národnosti.
Vesnice získala svůj název podle křestního jména Šimun. Poprvé je připomínána v roce 1385, první kostel je zde zaznamenán z roku 1756. V roce 1910 žilo ve vesnici 2002 obyvatel.
Po skončení druhé světové války spadaly administrativně Šimanovci pod Zemun (který byl později připojen k Bělehradu). V roce 1955 byly přičleněny pod opštinu (obec) Stara Pazova, následně pod Sremskou Mitrovici a nakonec pod Pećince. Po roce 1970 se spolu s rozvojem srbské metropole, Dálnice Bratrství a jednoty a blízkého letiště Nikoly Tesly vytvořily podmínky pro rychlejší rozvoj Šimanovců, který trvá dodnes. Byly zřízeny početné průmyslové zóny, které využívají jak srbské, tak i zahraniční podniky. V průmyslové zóně se tak nacházejí například i filmová studia.[zdroj?]